# Elis (álbum de 1980)
Elis é o último álbum de estúdio da cantora Elis Regina, lançado em dezembro de 1980 pela gravadora Odeon. Segundo a revista Veja, o álbum vendeu cerca de 50 mil cópias enquanto Elis ainda estava viva; uma semana após sua morte, 19 mil cópias a mais foram vendidas do disco.

## Faixas
| Lado A |                                        |                              |         |  |
| N.º    | Título                                 | Compositor(es)               | Duração |  |
| 1.     | "Sai Dessa"                            | Ana Terra / Nathan Marques   | 2:09    |  |
| 2.     | "Rebento"                              | Gilberto Gil                 | 5:09    |  |
| 3.     | "Nova Estação"                         | Thomas Roth / Luiz Guedes    | 3:20    |  |
| 4.     | "O Medo de Amar É o Medo de Ser Livre" | Beto Guedes / Fernando Brant | 4:24    |  |

| Lado B         |                        |                                  |         |  |
| N.º            | Título                 | Compositor(es)                   | Duração |  |
| 1.             | "Aprendendo a Jogar"   | Guilherme Arantes                | 4:36    |  |
| 2.             | "Só Deus É quem Sabe"  | Guilherme Arantes                | 4:00    |  |
| 3.             | "O Trem Azul"          | Lô Borges / Ronaldo Bastos       | 5:04    |  |
| 4.             | "Vento de Maio"        | Telo Borges / Márcio Borges      | 4:02    |  |
| 5.             | "Calcanhar de Aquiles" | Jean Garfunkel / Paulo Garfunkel | 3:12    |  |
| Duração total: | Duração total:         | Duração total:                   | 35:56   |  |

| Faixas bônus do relançamento em CD |                                    |                                                    |         |  |
| N.º                                | Título                             | Compositor(es)                                     | Duração |  |
| 1.                                 | "Tiro ao Álvaro"                   | Adoniran Barbosa / Osvaldo Molles                  | 2:42    |  |
| 2.                                 | "Se Eu Quiser Falar com Deus"      | Gilberto Gil                                       | 5:32    |  |
| 3.                                 | "O que Foi Feito Devera (de Vera)" | Milton Nascimento / Fernando Brant / Márcio Borges | 4:48    |  |
| 4.                                 | "Outro Cais"                       | Marilton Borges / Duca Leal                        | 2:02    |  |

## Músicos
- Teclados: Cézar Camargo Mariano
- Baixo: Kzam, Nathan Marques e Pedro Baldanza
- Baixo acústico: Ezequiel e Fernando Sizão
- Bateria: Nenê, Picolé e Rubinho
- Bongô, marimba, caneco, timbales: Chico Batera
- Cavaquinho: Carlinhos
- Flauta: Jorginho
- Guitarras: Frederiko, Nathan Marques e Pisca
- Órgão: Helvius Vilela
- Violão acústico e piano acústico: Marílton Borges
- Percussão: Eliseu Luna, Geraldo, Jorginho, Marçal Filho, Milton Marçal, Sérgio Della Mônica
- Piston: Maurílio
- Ritmo: Chico Batera
- Viola: Crispin del Cistia
- Violão: Milton Nascimento, Nathan Marques
- Viola de 12 cordas: Pisca
- Violão ovation: Nathan Marques, Pisca
- Violão 6 cordas: César Farias
- Violão 7 cordas: Dino
- Sax: José Roberto
- Saxofone: José Nogueira, Netinho
- Trombone: Nelsinho
- Coro: As gatas, César Camargo Mariano, Crispin del Cistia, Cristina, Elis Regina, Fernando Sizão, José Luiz, Gonzaguinha, Lô Borges, Marisa Fossa, Márcio Borges, Marílton Borges, Milton Nascimento, Nathan Marques, Nico Borges, Novelli, Pedro Baldanza, Pisca, Telo Borges, Yê Borges
- Participações especiais:
  - Adoniran Barbosa na faixa 10
  - Milton Nascimento na faixa 12
  - Os Borges na faixa 13

### Pessoal técnico
- Direção de produção: Renato Corrêa
- Produção executiva: Mayrton Bahia
- Direção Musical: César Camargo Mariano
- Técnico de gravação: Guilherme Reis
- Técnico de remixagem: Nivaldo Duarte e Franklin Garrido
- Corte: Osmar Furtado
- Arte e projeto gráfico: Carlos Vergara
- Foto e arte de capa: Bina Fonyat, Luiz Afonso
- Arte da capa sobre detalhe da foto da Abril Press: Pedro Martinelli
- Fotos e encarte: Wilton Montenegro
- Coordenação gráfica: Tadeu Valério